# Anisodus carniolicoides
Anisodus carniolicoides är en potatisväxtart som först beskrevs av Cheng Yih Wu och C. Chen, och fick sitt nu gällande namn av D'arcy och Z. Y. Zhan. Anisodus carniolicoides ingår i släktet Anisodus och familjen potatisväxter. Inga underarter finns listade i Catalogue of Life.